# Vittorio Marcelli
Vittorio Marcelli (nascido em 3 de junho de 1944) é um ex-ciclista italiano, profissional de 1969 a 1970.

## Carreira olímpica
Como um ciclista amador, ele participou nos Jogos Olímpicos de 1968 na Cidade do México, onde conquistou a medalha de bronze no contrarrelógio por equipes de 100 km, com Pierfranco Vianelli, Giovanni Bramucci e Mauro Simonetti.